# Giano Vetusto
Giano Vetusto è un comune italiano di 644 abitanti della provincia di Caserta in Campania.

## Geografia fisica
Si trova ai piedi del Monte Maggiore, massima vetta per altezza dei Monti Trebulani. Appartiene alla Comunità montana Monte Maggiore.

## Origini del nome
Il nome è legato probabilmente alla presenza in zona di un tempio dedicato al dio Giano, la specifica "Vetusto", ossia antico, serve a distinguerlo dal comune omonimo di Giano dell'Umbria.

## Monumenti e luoghi d'interesse

### Architetture religiose
- Chiesa di Santi Filippo e Giacomo (diocesi di Teano-Calvi)
- Chiesa di Santa Maria Maddalena (arcidiocesi di Capua)

### Altri monumenti
"Il Monumento ai caduti" venne ristrutturato nel 2003 e, ogni 2 novembre, viene usato come altare per la Santissima Messa, è situato nell'omonima Piazza dei Caduti.
Un altro monumento è una lastra in marmo, in onore del funzionario dell'Autorità Portuale di Polizia di New York Dominick Pezzulo (in italiano Domenico Pezzullo), morto come volontario durante l'attacco terroristico al World Trade Center.

## Società

### Evoluzione demografica
Abitanti censiti

## Tradizioni e folclore

### Festa patronale
La festa patronale è in onore del santo patrono San Antonio da Padova, che si tiene la penultima domenica di agosto. Questa comprende il tradizionale triduo solenne. Al termine del triduo solenne parte dalla Chiesa Madre la processione del santo che attraversa quasi tutte le strade del comune. Al rientro nella Chiesa Madre la statua del santo (interamente composta di legno di pero) viene fatta sostare nella piazza principale dove avviene la tradizionale "Riffa della palma" e cioè un'asta che mette in palio il fazzoletto di seta attaccato alla palma che il santo tiene nella mano destra. Aggiudicarsi la "Riffa della palma" è considerato di buon auspicio per la propria famiglia e può arrivare ad essere anche molto costoso. La festa termina dopo tre o quattro serate con lo spettacolo pirotecnico finale. Alla festa è molto spesso abbinato il tradizionale "Torneo di San Antonio" ossia un torneo di Calcio a 5 che si svolge nel campetto comunale. Il tutto è abbinato a bancarelle e ad spettacoli musicali serali.

### Festa di Santa Lucia
Questa festa celebra Santa Lucia altra santa molto venerata in paese, grazie anche alla chiesa a lei dedicata in località Fontanelle, e viene celebrata la seconda domenica di settembre. Originariamente dopo le celebrazioni sacre vi era una serata "profana" con la rappresentazione teatrale della biografia della santa, mentre successivamente la serata venne riservata a esibizione canore di improvvisati artisti locali. Oggi la festa si tiene in modo diverso: le celebrazioni sacre sono rimaste invariate ma la parte "profana" della festa è stata sostituita da spettacoli musicali di professionisti. Anche in questo caso possiamo trovare bancarelle e altri spettacoli musicali.

### Festa della Madonna delle Grazie
La Festa della Madonna delle Grazie celebra quest'altra importante santa, della quale si trova una statua nella chiesa madre, e cade la prima domenica di luglio. L'avvenimento clou della festa è la processione (3 km circa) che conduce proprio questa statua nelle cappella ad essa dedicata in località "Santella" dove questa viene venerata per tutta la notte. La statua farà poi ritorno alla chiesa madre la sera del giorno dopo la processione che l'ha portata alla cappella, con una suggestiva fiaccolata e benedizione delle auto. Anche in questa occasione sono presenti alcune bancarelle.

### Pellegrinaggio in onore del Santo Salvatore
Si tratta di uno degli eventi più sentiti ed apprezzati di tutta la tradizione gianese, anche se eventi simili sono organizzati in molti comuni della zona dei Monti Trebulani. L'elemento caratteristico e tradizionale per eccellenza di questo evento è la "Mazz e'Sàntu Salvàtōr" (Bastone di San Salvatore) ovvero un bastone di Olmo con la corteccia incisa e successivamente lavorato con il metodo della pirografia in modo da formare, una volta rimossa la corteccia non incisa, un motivo regolare e decorativo. Il pellegrinaggio, che si tiene la prima domenica di maggio, (25 km circa) segue un antico percorso montano, che parte dalla chiesa madre in forma di processione, guidata da due croci una maschile e l'altra femminile entrambe sorrette a turno da vari crociferi. Questa processione attraversa prima la frazione di Pozzillo per poi giungere a quella di Curti dove ci si immette alle propaggini del Monte Maggiore. Qui a metà strada da Croce avviene un altro importante avvenimento caratteristico il "Discorso della Montagna" ossia una profonda meditazione sul senso del viaggio che si sta affrontando in quel momento e della sua importanza spirituale e fisica. In seguito passando per località Razzano (Rocchetta e Croce) si giunge nel paesino di Croce (frazione di Rocchetta e Croce).

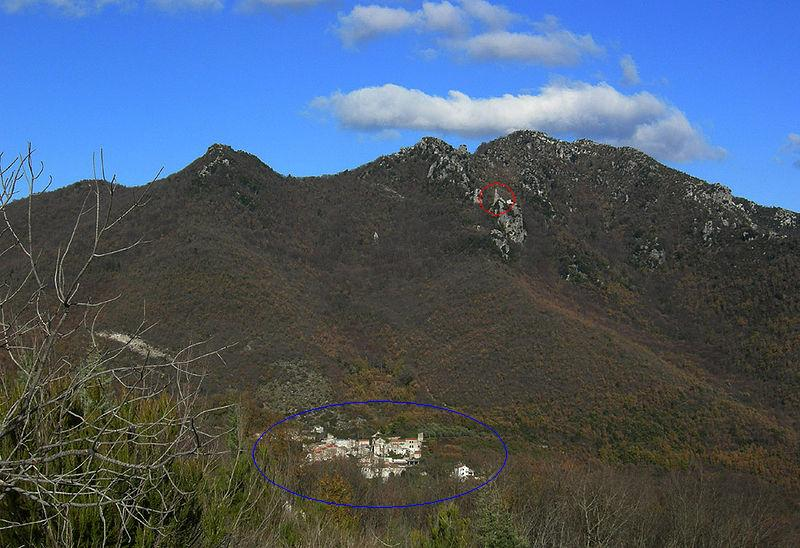
Parte del percorso del Pellegrinaggio:In blu Croce, in rosso il santuario del Santo Salvatore

 Qui la processione dopo una piccola pausa si avvia per la vetta del Monte Maggiore dove sono siti due santuari: quello di "Santa Maria a Frate Janne" e quello dedicato al Santo Salvatore. Dopo una pausa in località "Nocciole" la processione giunge al primo santuario di "Santa Maria a Frate Janne" dove viene celebrata la prima messa, successivamente ci si sposta nel secondo santuario dedicato al Santo Salvatore (da qui il nome del pellegrinaggio) dove viene celebrata la seconda messa, e si comincia la discesa dalla montagna fino ad arrivare nuovamente in località Razzano, dove verrà consumato un pasto. Il ritorno si effettua percorrendo a ritroso la strada dell'andata, e una volta giunti in paese, si formano dei gruppi di persone (sempre differenziati in maschili e femminili) guidati dalle rispettive croci che a turno intonano cori di litanie dei santi percuotendo con forza i loro bastoni (tradizionali e non) sul terreno incessantemente, creando un'atmosfera quasi "pagana", fino a ritornare alla Chiesa Madre dove si celebra la Santa Messa conclusiva.

### Biennale Internazionale di Poesia e Narrativa "Giano Vetusto"
La "Biennale Giano Vetusto di Poesia e Narrativa" occupa un posto di rilievo nel panorama culturale italiano, rappresentando una delle voci più autentiche ed importanti tra le manifestazioni artistiche e letterarie del Sud Italia.
Il concorso letterario a carattere Nazionale si svolge a settembre in due serate nel piccolo e caratteristico borgo casertano, avvicinando la gente comune a chi si cimenta da tempo con “arti” ritenute a torto minori, spesso sincere espressioni della propria capacità espressiva.
L'evento è anche l'occasione per premiare con uno speciale riconoscimento chi si è distinto nella Provincia di Caserta quale “ambasciatore” in Italia della cultura casertana.

## Geografia antropica

### Frazioni
Giano Vetusto è diviso in varie frazioni le quali però non sono da considerare vere e proprie frazioni geografiche bensì solo toponimi (ad eccezione delle Masserie Tabasso, che costituiscono l'unica vera frazione geografica) attribuiti ai luoghi in base a particolarità geografiche o caratteristiche territoriali, queste frazioni sono: Curti, Pozzillo, Villa, Fontana, Fontanella, Masserie Tabasso e Rocciano.

#### Pozzillo
Pozzillo è senza dubbio il toponimo più interessante e importante poiché sede della piazza principale, della chiesa madre intitolata ai Santi Filippo e Giacomo e della villetta comunale. Questa frazione deve il suo nome alle abbondanti fonti d'acqua che vi si possono trovare in quasi ogni vicolo. Recentemente è stato anche rinnovato il manto stradale e quello della piazza con il pavé. Sempre la piazza è stata recentemente ampliata ed arricchita con lo stemma del comune. Molto importante è il Palazzo De Franciscis altro luogo di indiscusso interesse (palazzo privato).

#### Curti
Curti rappresenta la parte di Giano Vetusto più prossima alle pendici dei monti Caligola, e comunque quella che si trova più a nord fra le frazioni abitate. Vi si possono trovare alcuni spazi ricreativi comunali.

#### Villa
Il nome della frazione è legato ad un presunto tempio sito nel luogo in tempi romani, ma comunque non si crede si tratti del tempio che ha dato nome alla città bensì di un tempio minore (di cui oggi comunque non rimane traccia). In questa frazione si trovano il Municipio, le scuole elementari e materne e il campo sportivo comunale di calcio a 11 dove gioca la squadra del paese.

#### Fontana
La frazione Fontana prende il nome proprio da un'importante fontana (la principale in paese) che ancora oggi viene largamente utilizzata per l'approvvigionamento idrico e sfocia nel "Rio Maltempo". Oltre alla fontana possiamo trovare il monumento ai Caduti e il campetto sportivo comunale di Calcio a 5 e Tennis.

#### Fontanella
Fontanella deve il suo nome allo stesso motivo per il quale Pozzillo deve il suo: numerose fonti d'acqua presenti un po' ovunque nella frazione. Elemento d'interesse sono una chiesa dedicata a Santa Lucia da Siracusa, altra santa venerata in paese, alla quale è dedicata anche la "Festa di Santa Lucia" che si svolge la seconda domenica di settembre (seconda per importanza solo a quella del santo patrono San Antonio da Padova) e la cappella, in Via Acquaro-Località San Nicola, dedicata a San Nicola che vanta alcuni affreschi (cappella privata famiglia Simone).

#### Masserie Tabasso
Le Masserie Tabasso sono l'unica vera e propria frazione geografica di Giano Vetusto. Il loro nome deriva da un certo general Tabasso, generale borbonico il quale possedeva terre e mulini nella zona nord-ovest della frazione. Le Masserie Tabasso si trovano staccate dal centro urbano di Giano e sono delimitate sempre a nord-ovest dal ruscello "Ciatanito" ruscello che segna anche il confine con Calvi Risorta (città dalla quale tra l'altro ricevono la linea telefonica e quella elettrica). Luoghi di interesse sono la fonte d'acqua denominata "Corda" e la chiesa di ritrovo per la frazione.

#### Rocciano
Rocciano è la frazione più a nord, e il suo nome è dovuto al fatto che è ubicato in una zona rocciosa del paese. La frazione però risulta completamente disabitata dai tempi della Grande Guerra e oggi presenta molti edifici in rovina, ma comunque resta molto affascinante.

## Economia
La principale attività del piccolo centro casertano è l'olivicoltura.

## Amministrazione
| Periodo | Periodo   | Primo cittadino   | Partito              | Carica  | Note |
| ------- | --------- | ----------------- | -------------------- | ------- | ---- |
| 1988    | 1991      | Giovanni De Nucci | Democrazia Cristiana | Sindaco |      |
| 1991    | 1993      | Antonio Bonacci   | Democrazia Cristiana | Sindaco |      |
| 1993    | 2006      | Mattia Feola      | Lista civica         | Sindaco |      |
| 2006    | 2011      | Antonio Feola     | Lista civica         | Sindaco |      |
| 2011    | 2016      | Antonio Zona      | Lista civica         | Sindaco |      |
| 2016    | in carica | Antonio Feola     | Lista civica         | Sindaco |      |